# Эршвиль
Эршвиль (нем. Erschwil) — коммуна в Швейцарии, в кантоне Золотурн. 
Входит в состав округа Тирштайн. Население составляет 926 человек (на 31 декабря 2007 года). Официальный код — 2615.

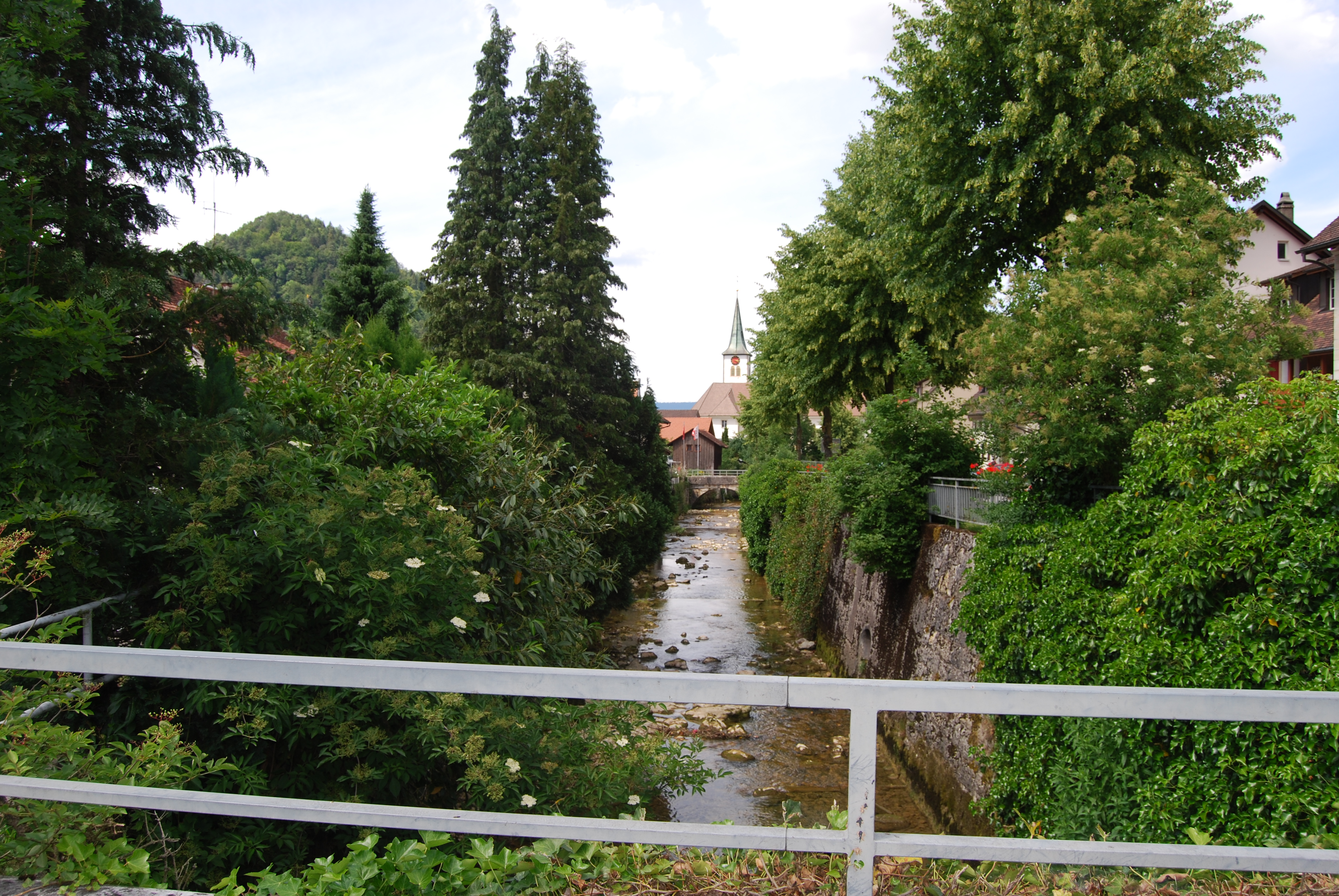
Эршвиль